# Symphytognatha goodnightorum
Symphytognatha goodnightorum is een spinnensoort uit de familie Symphytognathidae. De soort komt voor in Belize.